# Giuseppe Lomellini
Giuseppe Lomellini (Genova, 1723 – Genova, 1803) fu il 175º doge della Repubblica di Genova.

## Biografia

Stemma nobiliare dei Lomellini

Nativo di Genova nel 1723, compì gli studi scolastici presso il Convitto Tolomei di Siena. Ritornato nella capitale della Repubblica di Genova, Giuseppe Lomellini ricoprì la carica di padre del Comune avente come incarichi il presiedere delle fabbriche, dei moli, del pubblico acquedotto, delle strade, delle piazze, dei ponti e del porto genovese.
Salì al potere dogale il 4 febbraio 1777: il centotrentesimo in successione biennale e il centosettantacinquesimo nella storia repubblicana. Per la cerimonia di incoronazione presso la cattedrale di San Lorenzo il senato genovese ordinò una nuova porpora e un nuovo manto reale per il logorio del precedente vestiario e salutò l'elezione del nuovo doge con cinquantun colpi di cannone anziché i rituali trenta fragori.
Durante il suo dogato si verificò nella mattina del 3 novembre 1777 il rovinoso incendio del palazzo Ducale, a cui seguì una pronta ricostruzione e abbellimento dello stesso; l'anno successivo fu decisa la costruzione della cosiddetta "Strada Nuovissima", l'odierna via Cairoli nel centro storico genovese. Cessò il mandato biennale il 4 febbraio 1779.
Insignito della Croce dei Cavalieri di Malta, Giuseppe Lomellini morì a Genova nel corso del 1803 dove trovò sepoltura all'interno della chiesa di Santa Maria ad Oregina. In vita privata sposò Paola Garibaldi.